# Bataille de Pljevlja
Seconde guerre mondiale
La bataille de Pljevlja (1er-2 décembre 1941), est une attaque de la Seconde Guerre mondiale dans le gouvernorat italien du Monténégro par les partisans yougoslaves sous le commandement du général Arso Jovanović et du colonel Bajo Sekulić, qui ont dirigé 4 000 partisans monténégrins contre les occupants italiens dans la ville de Pljevlja.

## Contexte
En 1941, la région avait été occupée par les forces italiennes qui tentaient d'attaquer la Grèce. Le 1er novembre 1941, le commandement suprême des forces insurgées commence à planifier l'attaque de Pljevlja. Le 15 novembre, le Comité régional du Parti communiste yougoslave pour le Monténégro, Boka et Sandžak ordonne à toutes les forces insurgées de la région de commencer à se préparer à l'assaut. Selon Arso Jovanović, les Italiens se sont préparés pendant un mois entier avant la bataille, les forces de Brodarevo et Bijelo Polje étant redéployées à Pljevlja.

## Forces impliquées
Le général Arso Jovanović commandait les 4 000 partisans qui étaient réparties en plusieurs groupes : les détachements de Kom, Zeta, Lovćen et Bijeli Pavle, le bataillon Piva et la compagnie Prijepolje.
La garnison italienne de Pljevlja appartenait à la 5e division alpine "Pusteria" ; elle était dirigée par le général Giovanni Esposito et comptait 2 000 hommes.

## Bataille
Dans la soirée du 30 novembre, les Partisans coupent les lignes téléphoniques reliant Pljevlja à Prijepolje et Čajniče, isolant ainsi la garnison italienne. À 2h15 le 1er décembre, les premières attaques des partisans contre les avant-postes italiens autour de Pljevlja ont commencé, et à 2h50 l'assaut général a été lancé. Après avoir subi de lourdes pertes, les Partisans parviennent, à 5 heures, à s'emparer d'un ancien fort ottoman situé sur une colline que les Italiens appellent le "Fortino" ("petit fort") et à pénétrer dans la ville; le mess des officiers et les dépôts du 11e régiment d'Alpini sont alors capturés, tandis qu'une attaque contre le quartier général du 11e régiment d'Alpini est repoussée. Un autre groupe de Partisans prend d'assaut la prison, libérant trois prisonniers, et un autre attaque la centrale électrique, s'emparant du rez-de-chaussée et du premier étage après de violents combats; le détachement italien qui gardait la centrale électrique se barricade toutefois au deuxième étage, et parvient à tenir jusqu'à ce que l'arrivée d'un groupe de secours de cinquante hommes oblige les Partisans à se retirer.

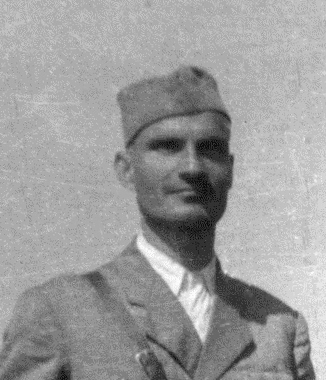
Arso Jovanović

Après avoir sécurisé le "Fortino" et la prison, les Partisans attaquent les positions d'artillerie italiennes, qui sont presque envahies ; les artilleurs repoussent cependant l'attaque avec des tirs d'armes légères et des grenades à main. Dans le secteur sud, une attaque contre l'avant-poste italien gardant la route de Nikšić est également repoussée ; dans le secteur est, les Partisans pressent leurs attaques contre les avant-postes italiens gardant les routes de Prijepolje et Golubinje, capturant ces derniers. Entre 3h35 et 3h40, les Partisans occupent le lycée, l'église orthodoxe, le cinéma et les maisons entourant le quartier général de la division, qui se trouve ainsi isolé. À 4h30, les Partisans attaquent le quartier général de la division, mais sont repoussés ; une demi-heure plus tard, ils occupent l'hôpital de la division, capturant 34 soldats du corps médical, et entourent le quartier général du 5e régiment d'artillerie alpine. Une attaque contre ce dernier a cependant été repoussée.
Comme les défenseurs du quartier général de la division étaient à court de munitions, un groupe de secours de trente hommes transportant des munitions a été envoyé à leur secours, mais ils ont été presque tous tués ou blessés par les tirs des Partisans. À 5h15, les Partisans lancent une nouvelle attaque contre le quartier général de la division, mais ils sont à nouveau repoussés ; à 7h00, un autre groupe de Partisans attaque le quartier général du 5e régiment d'artillerie alpine, en utilisant des Italiens capturés comme boucliers humains, mais ils sont également contraints de battre en retraite, abandonnant les prisonniers qu'ils avaient capturés. À 7h20, deux escouades italiennes ont pris d'assaut l'église orthodoxe, dont le clocher était devenu un nid de tireurs d'élite partisans, et l'ont incendiée.
A l'aube, les Italiens lancèrent leur contre-attaque ; la 145e compagnie Alpini et un peloton de la 144e attaquèrent le "Fortino" et le reprirent à 9h00, et à 10h30 l'artillerie italienne commença à bombarder les dépôts et le mess des officiers occupés par les partisans. Entre-temps, deux escouades de mitrailleuses ont été envoyées dans une autre tentative de secours du quartier général de la division assiégée ; malgré de lourdes pertes causées par les tirs nourris des partisans qui occupaient le cinéma, la tentative a été couronnée de succès, après quoi un canon de montagne italien 75/13 a été mis en position et a détruit le cinéma. À 15h30, le siège du quartier général de la division a été levé, et les escouades italiennes ont entrepris d'éliminer les tireurs d'élite qui tenaient encore dans les bâtiments environnants. Plusieurs partisans sont capturés et exécutés le jour suivant, ainsi que dix-sept civils qui les avaient cachés. Le quartier général du 5e régiment d'artillerie alpine est toujours assiégé ; une tentative de secours italienne est repoussée par les partisans barricadés dans un groupe de bâtiments voisins, et la nuit tombe pour arrêter la bataille.
Les opérations reprennent à 8h00 le 2 décembre, et à 9h00 le siège du quartier général de la 5e artillerie alpine est levé. Les derniers résistants partisans sont éliminés au cours de la matinée. En début d'après-midi du 2 décembre, la bataille était terminée - les Partisans n'avaient pas réussi à prendre Pljevlja et se sont retirés avec de lourdes pertes, quelque 203 morts et 269 blessés.

## Les suites de la bataille
Après la bataille, de nombreux partisans ont déserté leurs unités et ont rejoint les Tchetniks pro-Axes,.Afin de renforcer la défense de Pljevlja, les unités italiennes avaient abandonné Nova Varoš, Čajniče, Foča et Goražde. Nova Varoš a été prise par les Partisans quelques jours plus tard, tandis que les trois autres villes ont été capturées à la fin du mois de janvier 1942 après que les Chetniks locaux aient été chassés.
Les forces partisanes ont commencé à piller les villages voisins et à exécuter les Italiens capturés, les "sectaires" du parti et les "pervers". Les communistes ont tué le très vieux prêtre orthodoxe Serafim Džarić et archimandrite du monastère de la Sainte-Trinité de Pljevlja qui a été forcé par des officiers de haut rang et des agents de renseignement des Tchetniks pro-Axes, de cacher et de nourrir dans les locaux du monastère un groupe extrême Zbor de la soi-disant Troyka noire composé de Bozidar Bozo Milic connu sous le surnom de Bozo Bjelica, Vladimir Sipcic et Srpko Medenica qui, au nom du Mouvement national yougoslave, ont brutalement liquidé des membres de leur famille et des citoyens éminents de Pljevlja et de ses environs qui étaient antimonarchistes et sympathisants du mouvement partisan. Les partisans ont également abattu Dobrosav Minić le directeur du lycée de Pljevlja qui avait remis aux membres du Mouvement national yougoslave une liste de lycéens ayant des opinions républicaines sur l'ordre social et sympathisants du mouvement partisan. En représailles à cette attaque, les forces italiennes, ainsi que les milices musulmanes de la région, ont brûlé et pillé les maisons des insurgés.
La défaite des Partisans à Pljevlja et la campagne de terreur menée par les éléments de gauche du mouvement des Partisans ont conduit à de nouveaux conflits entre les deux groupes. Les différentes idéologies des factions des Partisans au Monténégro ont finalement conduit à une guerre civile. Le chef du mouvement de résistance dans la Yougoslavie occupée, Josip Broz Tito, désapprouve l'attaque. Lorsqu'il reçoit la nouvelle de l'assaut prévu, Tito émet deux ordres de ne pas attaquer Pljevlja. Le 7 décembre 1941, Moša Pijade écrit une lettre à Tito et demande une enquête sur la défaite de Pljevlja.
La bataille de Pljevlja est la dernière action majeure du soulèvement au Monténégro et aboutit à l'expulsion des forces partisanes de la région. Le 21 décembre 1941, les détachements de Kom, Lovćen, Bijeli Pavle et Zeta sont incorporés dans la 1re Brigade prolétarienne,.
Après la bataille, le commandement des partisans monténégrins a fait appel au recrutement de femmes, publiant une annonce qui invitait les sœurs des insurgés décédés à rejoindre les forces partisanes.

## L'héritage
Le romancier serbe Mihailo Lalić a évoqué la bataille dans l'une de ses œuvres, dans laquelle il souligne que les musulmans locaux ont commis des crimes de guerre au cours de cette action.
Le 1er décembre 2011, date du 70e anniversaire de la bataille, une cérémonie a été organisée au monument aux Partisans tombés au combat sur la colline de Stražica, qui surplombe Pljevlja, en présence du président monténégrin Filip Vujanović. Il a déclaré que 236 Partisans monténégrins ont été tués pendant la bataille, ainsi que 159 autres personnes de Pljevlja et des environs. Le monument commémore la mort de 412 partisans et autres victimes de la Seconde Guerre mondiale.

## References
1. ↑  Rellie 2008, p. 218.
2. ↑  U Vatri Revolucije, NIGP "Rilindja", 1973 (lire en ligne), p. 112
3. 1 2  Dedijer 1990, p. 61.
4. ↑  Mladen Stojanović, Socialist Republic of Serbia, Secretariat of information of the Assembly of the Socialist Republic of Serbia; Export-Press, 1970 (lire en ligne), p. 24 :« ...Lovćen, Kom, Zeta, et Bijeli Pavle qui avaient pris part à la bataille de Pljevlja. »
5. ↑  Boško Đuričković, Vojni istoriski glasnik, Vojno-istoriski institut, 1952 (lire en ligne), p. 10
6. ↑  Carlo Piacentino, Paolo Formiconi, Alpini in Montenegro, p. 5, Storia Militare n. 243 (Décembre 2013).
7. ↑  Carlo Piacentino, Paolo Formiconi, Alpini in Montenegro, p. 7, Storia Militare n. 243 (Décembre 2013).
8. ↑  Carlo Piacentino, Paolo Formiconi, Alpini in Montenegro, p. 8-9, Storia Militare n. 243 (Décembre 2013).
9. ↑  Carlo Piacentino, Paolo Formiconi, Alpini in Montenegro, p. 10-11, Storia Militare n. 243 (Décembre 2013).
10. ↑  Pajović 1987, p. 32.
11. ↑  Carlo Piacentino, Paolo Formiconi, Alpini in Montenegro, p. 13, Storia Militare n. 243 (Décembre 2013).
12. 1 2  Tomašević 1979, p. 192.
13. ↑  Tomasevich 2001, p. 143.
14. ↑  Stevan K. Pavlowitch, Hitler's new disorder: the Second World War in Yugoslavia, Columbia University Press, mars 2008 (ISBN 978-0-231-70050-4, lire en ligne), p. 105 :« La tentative désastreuse des Partisans de prendre Plevlja à sa garnison italienne le 1er décembre 1941 est suivie d'une désertion généralisée, de la terreur, du pillage des villages, de l'exécution des officiers italiens capturés et des "fractionnaires" du parti, voire des "pervers". »
15. ↑  Vojnoistorijski institut (Belgrade Serbia), Zbornik Dokumenta, 1950 (lire en ligne), p. 346
16. ↑  Lakić 2009, p. 371
17. ↑  H. James Burgwyn, Empire on the Adriatic: Mussolini's Conquest Of Yugoslavia 1941–1943, Enigma Books, 2005 (ISBN 978-1-929631-35-3, lire en ligne), p. 92 :« Le soulèvement du peuple dégénérait en guerre civile. »
18. ↑  Fabijan Trgo, Tito's historical decisions 1941–1945, Narodna armija, 1980 (lire en ligne), p. 43 :« La désapprobation de Tito concernant l'attaque des partisans monténégrins sur Pljevlja en décembre 1941, au cours de laquelle ils ont subi de lourdes pertes, est également bien connue. »
19. ↑  Lagator et Batrićević 1990, p. 27.
20. ↑  Milovan Djilas, Wartime, Harcourt Brace Jovanovich, 1977 (ISBN 978-0-15-194609-9, lire en ligne), p. 123 :« Cette lettre faisait référence à la lettre de Mosa Pijade à Tito du 7 décembre 1941, qui demandait une enquête sur la défaite de Plevlja. »
21. ↑  Thomas Fleming, Montenegro: the divided land, Rockford Institute, 2002 (ISBN 978-0-9619364-9-5, lire en ligne), p. 138 :« Après l'échec de la tentative des communistes de relancer les opérations en attaquant Pljevlja (décembre 1941), qui fut le dernier engagement majeur du soulèvement, ils furent expulsés du Monténégro, et une paix relative régna dans la plupart des régions jusqu'au printemps 1943. »
22. ↑  Mladen Stojanović, Socialist Republic of Serbia, Secretariat of information of the Assembly of the Socialist Republic of Serbia; Export-Press, 1970 (lire en ligne), p. 24 :« Lovden, Kom, Zeta et Bijeli Pavle qui avaient pris part à la bataille de Pljevlja ont également été incorporés dans la 1re Brigade prolétarienne. »
23. ↑  Yugoslav Information Bulletin of the League of Communists of Yugoslavia & the Socialist Alliance of Working People of Yugoslavia, Komunist, Socialist Thought and Practice, 1975 (lire en ligne), p. 71 :« ... deux bataillons monténégrins qui avaient reçu l'ordre de nous rejoindre après leur attaque infructueuse sur Pljevlja... »
24. ↑  Jelena Batinić et Stanford University. Dept. of History, Gender, revolution, and war: the mobilization of women in the Yugoslav Partisan resistance during world war II, Stanford University, 2009 (lire en ligne)
25. ↑  The South Slav Journal, Dositey Obradovich Circle, 1983 (lire en ligne), p. 93 :« Le récent livre de Mihailo Lallc sur la bataille de Pljevlje entre Italiens et Partisans est commenté, avec ... »
26. ↑  (sr) « Sedam decenija Pljevaljske bitke » [« Seven decades since the Battle of Pljevlja »], Novosti a.d., Belgrade,‎ 1er décembre 2011 (lire en ligne, consulté le 22 juin 2014)

## Source
- (en) Cet article est partiellement ou en totalité issu de l’article de Wikipédia en anglais intitulé « Battle of Pljevlja » (voir la liste des auteurs).